# The Times
|  | Aquest article tracta sobre el diari britànic. Si cerqueu la família tipogràfica, vegeu «Times New Roman». |

The Times és un diari generalista d'àmbit nacional publicat al Regne Unit amb seu a Londres. Va començar el 1785 sota el títol The Daily Universal Register, i va adoptar el seu nom actual l'1 de gener de 1788. The Times i el seu diari germà The Sunday Times (fundat el 1821) són publicats per Times Newspapers, des de 1981 filial de News UK, a al seu torn, propietat total de News Corporation, The Times i The Sunday Times, que no comparteixen personal editorial, es van fundar de manera independent, i només tenen propietat comuna des de 1966. En general, la posició política de The Times es considera de centredreta. Alguns afirmen que a l'actualitat reflecteix les idees conservadores de Rupert Murdoch, tot i mostrar el seu suport al Partit Laborista en dues eleccions.
The Times és anomenat sovint fora del Regne Unit amb el nom de The London Times o The Times of London, per distingir-lo dels altres molts Times que existeien, com per exemple The New York Times. No obstant això, aquest és el Times original. És, a més, el creador del tipus de lletra Times New Roman, desenvolupada originalment per Stanley Morison del The Times en col·laboració amb la Monotype Corporation. Es considera un diari de referència al Regne Unit.
The Times va tenir una circulació mitjana diària de 417.298 el gener de 2019;  en el mateix període, The Sunday Times va tenir una circulació setmanal mitjana de 712.291. S'ha publicat una edició americana de The Times des del 6 de juny de 2006.  El Times ha estat molt utilitzat per estudiosos i investigadors a causa de la seva àmplia disponibilitat a les biblioteques i el seu índex detallat. Un fitxer històric complet del document digitalitzat, fins al 2019, està en línia a Gale Cengage Learning.

## Història
The Times va ser fundat per John Walter el 1785 amb el nom de The Daily Universal Register. John Walter havia perdut, a finals del 1784, el seu lloc de feina, després que la companyia d'assegurances on treballava s'arruïnés a causa de les reclamacions d'un huracà a Jamaica. Estant aturat, Walter va decidir obrir un nou negoci. En aquella època, Henry Johnson inventava la logografia -un tipus de tipografia que era més ràpid i més precís, tot i que al cap de 3 anys es veuria que no era tan eficient com deien. John Walter va comprar la patent de la logografia i, per poder utilitzar-la, va decidir obrir una impremta, on produiria un full de publicitat diària. La primera publicació del diari The Daily Universal Register a Gran Bretanya va ser l'1 de gener de 1785. Descontent perquè el públic va ometre sempre el terme universal, Walter va canviar el títol l'1 de gener de 1788, després de 940 edicions, per The Times. John Walter va ser també el primer editor que va tenir el diari. Va dimitir el 1803 deixant la direcció i l'edició del diari al seu fill John Walter. John Walter pare va passar sis mesos a la presó Newgate per difamació a través de The Times, però els seus esforços pioners per obtenir notícies a nivell europeu, especialment de França, van ajudar que el diari es guanyés una bona reputació entre ideòlegs i financers.
The Times compta amb contribucions d'importants figures en els camps de la política, ciències, literatura i art per augmentar la seva reputació. Durant els seus primers temps, els beneficis de The Times eren molt alts i la competència era molt baixa, el que li permetia pagar molt més que els seus rivals per aconseguir informació i redactors.
El 1809, John Stoddart va ser nomenat editor general, sent reemplaçat el 1817 per Tohams Barnes. Sota la direcció de Barnes, i del seu successor John Thadeus Delano el 1841, la influència de The Times va créixer fins a arribar a cotes molt altes, especialment en política i dins de la ciutat de Londres. Dos dels redactors més importants van ser Peter Fraser i Edward Sterling, coneguts com The Thunderer.
The Times va ser el primer diari a enviar corresponsals a l'estranger, així com corresponsals de guerra per cobrir diversos conflictes. W. H. Russell, el corresponsal del Times durant la guerra de Crimea, i considerat el pare del periodisme de guerra, va tenir una gran influència amb els seus missatges al seu retorn a Anglaterra.
Entre altres esdeveniments del segle xix, The Times es va oposar a la derogació de la lleis dels Cereals (Corn Laws), fins que el gran nombre de manifestacions va aconseguir que l'editorial canviés la seva posició. Durant la Guerra Civil Nord-americana, The Times va representar el punt de vista de les classes altes, donant suport bàndol confederat. El seu suport a certs polítics es va dur de forma interna i no gratificada a l'opinió pública.
El tercer John Walter va succeir el seu pare el 1847. Tot i que els Walters eren cada vegada més conservadors, el diari va continuar sent en certa forma independent. No obstant això, des de la dècada de 1850, la competència va començar a augmentar, destacant especialment els diaris The Daily Telegraph i The Morning Post.
El 1922 John Jacob Astor, fill del Viscount Astor 1r, va comprar-li el diari a la família Northcliff. El diari va guanyar notorietat en la dècada de 1930 pel seu suport a la política d'apaivagament d'Alemanya, l'editor d'aleshores Geoffrey Dawson tenia una relació propera amb aquells del govern que practicaven aquesta política, entre els quals destacava Neville Chamberlain.
El 1966, membres de la família Astor van vendre el diari al magnat canadenc de la indústria editorial Roy Thomson, i en aquest mateix any es van començar a publicar notícies per primera vegada a la portada del diari (antigament aquesta pàgina es feia servir per posar petits anuncis, normalment d'interès per a les classes adinerades de la societat britànica).
Una disputa empresarial va provocar el 1979 que el diari deixés de publicar-se durant gairebé un any. Finalment, el 1981 va ser comprat per la Internacional de Notícies de Rupert Murdoch.
El juny de 1990, The Times va abandonar la seva política de fer servir el tractament de cortesia a la primera referència ("Mr", "Mrs", o "Miss" per a persones vives), però va seguir utilitzant-lo a les següents referències. L'estil formal es redueix ara a la secció de societat ("Court and Social"), encara que el tractament "Ms" també s'accepta aquí.
Murdoch aviat va començar a deixar-se notar al diari, reemplaçant al seu editor, William Rees-Mogg per Harold Evans el 1981. El seu canvi més important va ser, però, la introducció de noves tecnologies i mètodes. Entre març i maig de 1982, seguint l'acord amb la unió d'impremtes, el mètode de linotípia usat en els processos d'impressió del Times des del segle xix, va ser reemplaçat per ordinadors i fotocomposició. Això va permetre que el personal de les sales d'impressió de The Times i The Sunday Times es reduís de 375 a 186 empleats.
De tota manera, la introducció directa dels textos per als periodistes (single stroke input) no havia estat assolida encara, aquesta mesura no es va aconseguir fins a la disputa de Wapping (Wapping Dispute), una vaga dels treballadors del diari, que va tenir lloc el 1986. Després d'aquest conflicte, en un sol dia, The Times es va mudar del seu enclavament original, anomenat New Printing House Square,situat a la Carretera Gray's Inn (prop de Fleet Street) a unes noves oficines a Wapping.
El novembre de 2003, News International comença a publicar el diari tant en broadsheet (full ample), com en format més compacte tabloid. El 13 de setembre de 2004, l'edició setmanal en format gran va ser retirada de la venda a Irlanda del Nord. A partir de l'1 de novembre de 2004, el diari s'imprimeix només en tabloide. Mentre el diari publica dues edicions diferents, sorgeixen certes protestes que afirmen que apareixen més notícies sensacionalistes al diari en format petit que en el de format gran, com per exemple notes sobre famosos a la portada. La direcció de News International ho va negar.
El Partit Conservador va amenaçar amb un litigi a The Times per un incident en el qual el diari va afirmar que l'estrateg del Partit Conservador, Lynton Crosby, havia admès que el seu partit no guanyaria les eleccions generals de 2005. El diari es va retractar i la denúncia va ser retirada.
El 6 de juny de 2005, The Times va redissenyar la seva secció de cartes, abandonant la pràctica de publicar l'adreça completa dels corresponsals. D'acord amb l'editorial "From Our Own Correspondents", aquest canvi persegueix poder introduir més cartes en aquesta secció.
Possiblement en el futur aquest diari compti amb la competència de The World, un diari que serà llançat per Stephen Glover. El setembre del 2005 el preu de The Times va arribar als 60 penics, igualant així els preus de The Daily Telegraph i The Guardian, i mantenint-5 penics més barat que The Independent. Per primera vegada el preu de The Times s'igualava al dels seus competidors, el que indica que l'editorial News International no es pot permetre seguir venent el diari al preu amb què va commocionar a la indústria el setembre de 1993, quan van reduir el cost dels exemplars de 45 a 30 penics.

## Actualitat

### Distribució
Al gener de 2019, The Times tenia una circulació diària de 417.298 exemplars i The Sunday Times 712.291, comparats amb les 394.448 còpies de març de 2014, sent el segon dels diaris seriosos per darrere de The Daily Telegraph amb que en 2014 en tenia 523.048.

### La seva imatge
Considerat durant molt de temps com el diari per excel·lència al Regne Unit, The Times és vist com una publicació seriosa que compta amb periodistes de gran talla. Manté en general la seva imatge, tot i que ha augmentat la cobertura de notícies relacionades amb famosos i esports (notícies que, d'altra banda, rarament tenen un paper destacat a la portada).

### Els lectors deThe Times
A través de les cartes al director, s'observa que els lectors de The Times són gent gairebé sempre conservadora, que entren sovint en debats sobre temes gramaticals o errors trivials d'ortografia. Compta també, segurament gràcies al seu renom, amb importants lectors com polítics i directors executius.

## Suplements

### Times 2/T2
T2 és el suplement més important de The Times, i inclou diverses columnes d'estils de vida. El 5 de setembre de 2005 es rellança amb el nom de Times 2, s'espera que les seves vendes pugin, sobretot entre el sector femení.

### Crème
Crème és el suplement del diari per PAs, secretaris/àries, assistents d'executius i qualsevol que treballi en el camp de l'administració. És llegit per més administratius/ves que The Guardian o The Evening Standard .

### The Times Magazine
The Times Magazine es distribueix juntament amb el diari del dissabte, i es caracteritza pels seus articles sobre diversos temes com poden ser famosos, moda, bellesa, gastronomia, llar i jardí, o simplement anècdotes d'alguns columnistes. Compta amb coneguts col·laboradors com a Gordon Ramsay, un dels cuiners més coneguts de la Gran Bretanya, i Giles Coren, l'escriptor especialitzat en gastronomia considerat el millor de l'any 2005.

## Patrocinis
The Times, juntament amb l'Institut de cinema anglès, patrocina el Festival de Cinema de Londres (el BFI London Film Festival), un dels festivals de cinema més importants d'Europa. El Festival de Literatura de Cheltenham és patrocinat també per The Times.

## Amos
- John Walter (1785-1803)
- John Walter, fill (1803-1847)
- John Walter, net (1847-1894)
- Arthur Fraser Walter (1894-1908)
- Lord Northcliff (1908-1922)
- Family Astor (1922-1966)
- Roy Thomson (1966-1981)
- News International, dirigida per Rupert Murdoch (1981-)

## Editors
- John Walter (1785-1803)
- John Walter (1803-1809)
- John Stoddart (1809-1817)
- Thomas Barnes (1917-1841)
- John Delano (1841-1877)
- Thomas Chenery (1877-1884)
- George Earle Buckle (1884-1912)
- George Geoffrey Dawson (1912-1919)
- Henry Wickham Steed (1919-1922)
- George Geoffrey Dawson (1923-1941)
- Robert McGowan Barrington-Ward (1941-1948)
- William Casey (1948-1952)
- William Haley (1952-1966)
- William Rees-Mogg (1967-1981)
- Harold Evans (1981-1982)
- Charles Douglas-Home (1982-1985)
- Charles Wilson (1985-1990)
- Simon Jenkins (1990-1992)
- Peter Stothard (1992-2002)
- Robert Thomson (2002-)

## Columnistes actuals
- Simon Barnes
- Alan Coren
- Benjamin Cohen (Times Online)
- Giles Coren
- Michael Gove
- Tim Hames
- Anthony Howard
- Philip Howard
- Mick Hume
- Anatole Kaletsky
- Magnus Linklater
- Anthony Loyd, corresponsal de guerra
- Ben Macintyre
- Richard Morrison
- Matthew Parris
- Libby Purves
- William Rees-Mogg
- Peter Riddell
- Nick Robinson
- Mary Ann Sieghart
- Janice Turner
- Patience Wheatcroft

## Periodistes Antics
- Simon Jenkins
- Paul Heiney

## Curiositats
- El personatge d'Ian Fleming, James Bond és lector de The Times.
- En el llibre 1984 de George Orwell, escrit en els anys 40, el personatge principal treballa per al Ministeri de la Veritat transformant les notícies i articles de The Times a voluntat del govern.